# Arte dei Vinattieri

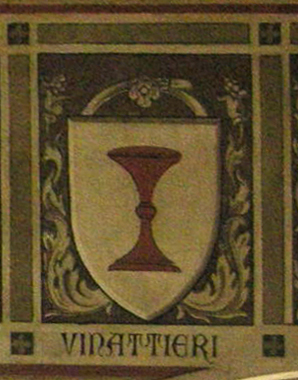
Armes de la corporation du commerce et de la vente de vin.

L'Arte dei Vinattieri est une corporation des arts et métiers de la ville de Florence, l'un des arts mineurs des Arti di Firenze qui y œuvraient avant et pendant la Renaissance italienne.

## Membres de la corporation
Ce sont les taverniers-marchands de vin de la ville, lesquels  devaient obéir strictement aux consignes suivantes :
- la réglementation sur les horaires d'ouverture et de fermeture des  tavernes,
- l'obligation d'acquérir une certaine quantité de tonneaux, de pichets et de verres seulement auprès des fournisseurs « conventionnés » par l'association, dont les prix et qualités étaient négociés directement par les consuls,

- L'interdiction des jeux de hasard et de dés à l'intérieur des tavernes ;
- Le respect d'une certaine distance minimale des églises et couvents pour ouvrir une nouvelle taverne,
- l'interdiction de vendre des sortes de pain salé, pour éviter d'assoiffer leurs clients.

## Historique
Initialement associés aux boulangers  et aux  hôteliers, les vinattieri s'en dissocièrent en 1288 en créant leur propre corporation, dont le symbole  était un calice rouge sur fond blanc. Le premier siège de l'Arte fut l'église de San Martino  al Vescovo, qui fut ensuite déplacé dans le Palais Bartolomei, Via Lambertesca  sur lequel existent encore les armoiries sculptées.
La corporation était conduite par 4 consuls, d'un mandat de 4 mois et rémunérés par des indemnités en nature ; ils étaient aidés  dans leurs fonctions par 12 conseillers et un notaire. Le premier statut connu date de 1339 (suivis d'ajouts et de modifications) et est actuellement conservé aux Archives nationales ; rédigé sur parchemin relié avec des bandes de cuir et broché de fer, il était rédigé en langue vulgaire pour être compris par tous ses membres.
Le prix de vente du vin toscan était  fixé par les autorités de la ville chaque trimestre (et au plus bas  pendant la période des vendanges pour  favoriser la vente de toutes les cuvées précédentes restantes pour laisser la place au vin nouveau).

## Membres illustres
- Nicolas Machiavel (inscrit mais membre non actif)

## Saint  patron
- Saint Martin évêque  de Tours. Ne pouvant bénéficier d'une des niches (tabernacoli) de l'église d'Orsanmichele, l'Arte commissionna  Giovanni Antonio Sogliani, élève de Lorenzo di Credi pour une peinture sur un pilastre de l'intérieur de l'église.

## Héraldique
Coupe rouge sur champ blanc.

## Sources de traduction
- (it) Cet article est partiellement ou en totalité issu de l’article de Wikipédia en italien intitulé « Arte dei Vinattieri » (voir la liste des auteurs).